# Acalypha peduncularis
Acalypha peduncularis là một loài thực vật có hoa trong họ Đại kích. Loài này được Meisn. ex C.Krauss mô tả khoa học đầu tiên năm 1845.